# 味仙
味仙（みせん）は、株式会社味仙本店が運営する日本の中華料理・台湾料理店。
愛知県名古屋市千種区今池にある今池本店を含めた3店の直営店、7店の系列店がある。中華料理でありながら名古屋めしの代表格とされる、ご当地ラーメンの台湾ラーメンで知られる。

## 歴史

### 味仙の前史
味仙の創業者郭明優の父・郭明仁は、台湾大甲の大地主でパナマを商う家の末子として生まれたが、相続した財産を使い果たしてしまい、1938年（昭和13年）ごろ、パナマを京阪神で売り歩いて糊口をしのぐことにしたという。のち、神戸の造船所で働くようになった。終戦を尼崎市で迎えた一家は上京することにしたが、明優の母の体調が優れず途中名古屋で降りることになったが、そのまま名古屋に定着することになったという。

### 味仙の創業

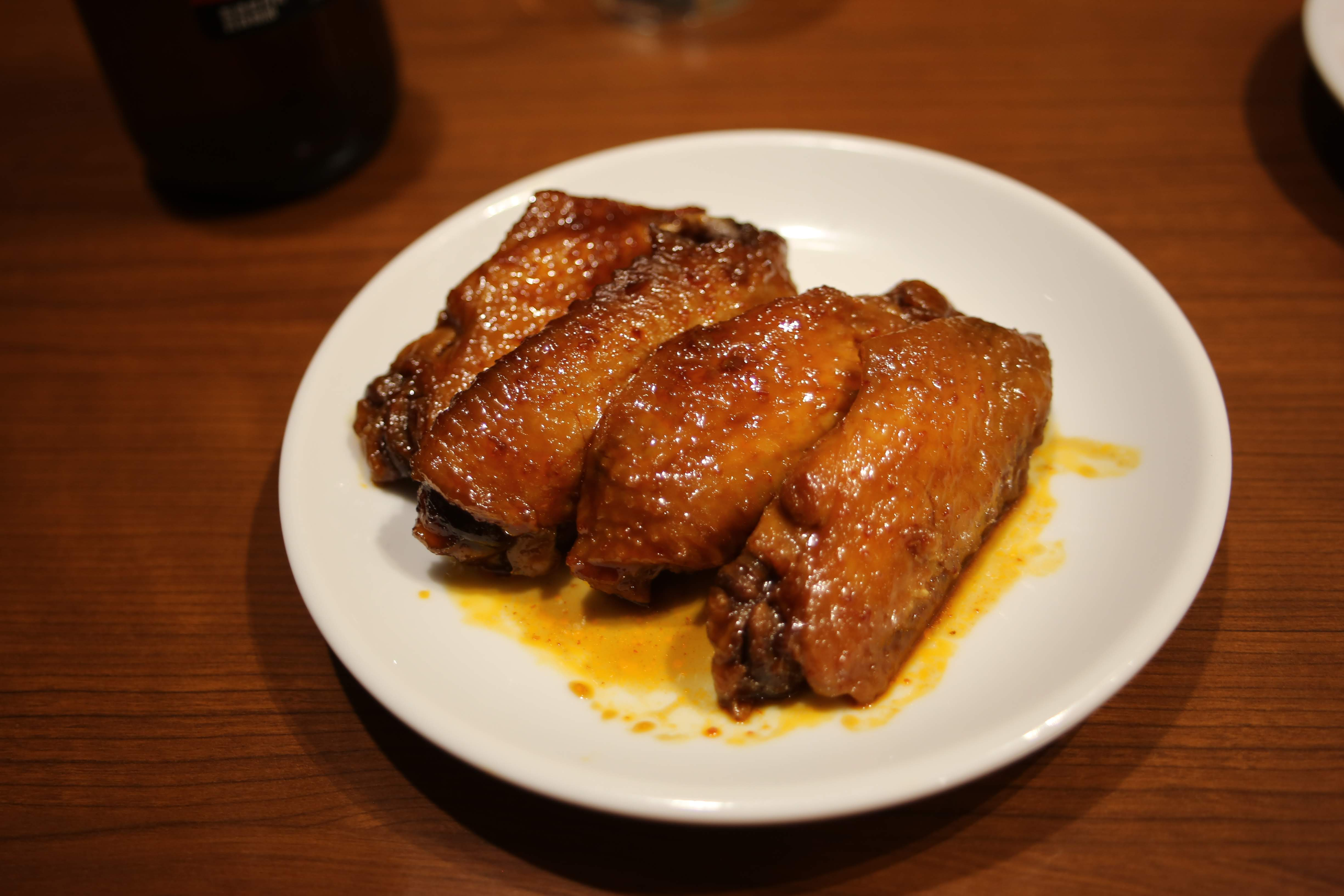
手羽先辛煮（味仙 JR名古屋駅店）

名古屋での郭一家の生活を支えるため、明仁が名古屋駅近くに開店した「万福」が味仙のルーツとなった。当時愛知県立明和高等学校在学中だった明優の尽力により、味仙としてリニューアルオープンしたという。
1962年（昭和37年）3月27日、今池に20坪約30席の店舗を構え再出発。最初はランチ営業も行っていたものの、次第に開店時間が遅くなり、それに従って閉店時間も遅くなったという。今池本店の営業時間は2019年（令和2年）時点でも17時30分から翌2時となっている。その当時の看板メニューは、酒のツマミとなる鶏の手羽先辛煮であったという。これは同じく名古屋めしとして知られる風来坊の手羽先唐揚げより提供の時期が早かった。

### 台湾ラーメン発祥の店

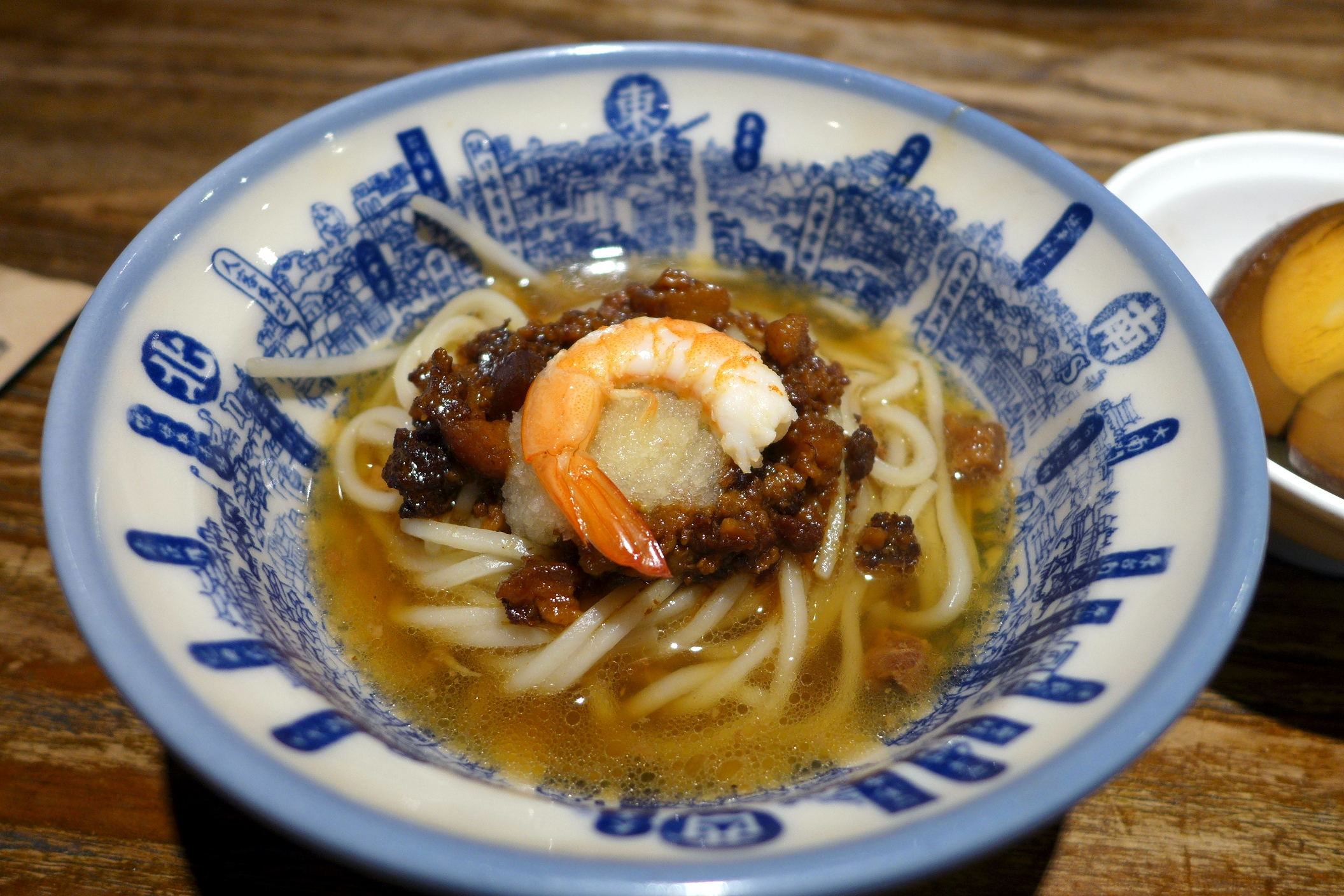
台湾ラーメンの原型となったとされる担仔麺

味仙の看板メニューとして知られる台湾ラーメンが誕生したのは、1970年（昭和45年）頃だという。これは台湾の担仔麺を大阪万博の会場で探したが見つからなかったために自ら作ったのがきっかけであるという。担仔麺自体は辛いものではないが、明優自身が辛いものが好きであったために工夫してまかないとして食べていたのを常連客に提供したのが台湾ラーメンのはじまりである。台湾ラーメンの名称は台湾人が作ったラーメンということで命名されたものである。
台湾ラーメンは昭和60年代に生じた激辛ブームに乗り、店の看板メニューとなった。味仙では客の半数が台湾ラーメンを注文するという。そればかりではなく近隣の中華料理店などにも波及し、名古屋のご当地ラーメンとして定着するに至ったとされる。大竹敏之（2015）によれば、名古屋のラーメン店・中華料理店の半数で、台湾ラーメンがメニューとして置かれているという。また、大竹による電話調査によれば、名古屋市内のラーメン店は総じて味仙の台湾ラーメンを参考にしたと認めているという。味仙は他店が台湾ラーメンの名称で同様のメニューを提供することに対しては肯定的であり、商標登録を取るつもりは全くないという。
味仙の台湾ラーメンは、前述の通り激辛ブームにより人気メニューとなったが、単に辛さを求めるのではなく、スープと辛さのバランスにこだわっているという。

### 味仙の拡大
1970年（昭和45年）ごろ、明優の長弟が豊田市に味仙豊田店を開業している。これはのちに名古屋市天白区八事に移転し、味仙八事店となっている。

### 沿革
- 1945年（昭和20年） - 明優の父明仁が笹島にて味仙の前身となる中華料理店「万福」を創業[17]。その後、大須に転じ、天ぷら屋、射的屋も商うようになる[17]。
- 1953年（昭和28年） - 笹島の「万福」を「大和食堂」と改める[17]。
- 1957年（昭和32年） - 「大和食堂」を「味仙」と改める[18]。
- 1962年（昭和37年） - 今池に移転する[18]。
- 1965年（昭和40年） - 味仙豊田店が開店[WEB 5]
- 1970年（昭和45年） - 台湾ラーメンが誕生[19]。
- 1973年（昭和48年） - 味仙八事店が開店[19]。
- 1981年（昭和56年） - 味仙下坪店が開店[19]。
- 1983年（昭和58年） - 味仙藤が丘店が開店[19]。
- 1987年（昭和62年） - 味仙焼山店が開店[19]。
- 1999年（平成11年） - 味仙矢場店が開店[20]。
- 2001年（平成13年） - 味仙今池本店が改築[20]。
- 2002年（平成14年） - 味仙今池本店に近接して喫茶「ジャスミン」が開業[21]。振るわず4年後に閉鎖[21]。
- 2005年（平成17年） - 味仙中部国際空港店開店[21]。
- 2007年（平成19年） - 味仙竹の山店開店[21]。
- 2013年（平成25年） - 味仙名古屋駅店開店[21]。
- 2014年（平成27年） - 味仙大名古屋ビル店開店[22]。
- 2020年（令和2年）2月28日 - 味仙豊田店開店[WEB 6]。
- 2023年（令和5年）3月29日 - 創業者の郭明優が死去。82歳没[WEB 7]。
- 2023年（令和5年）4月6日 - 味仙刈谷店開店
- 2023年（令和5年）11月20日 - 味仙住吉店開店

## メニュー
味仙は郭明優とその弟妹によって、それぞれ独立採算で運営されている。そのため、一部にメニューの差異が存在する。

### 台湾ラーメン

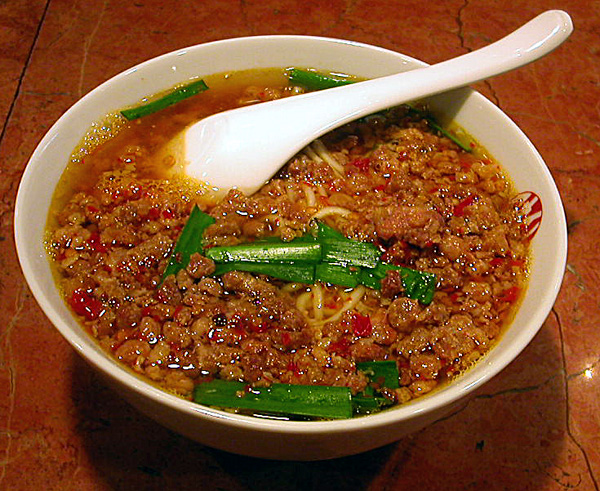
味仙の台湾ラーメン
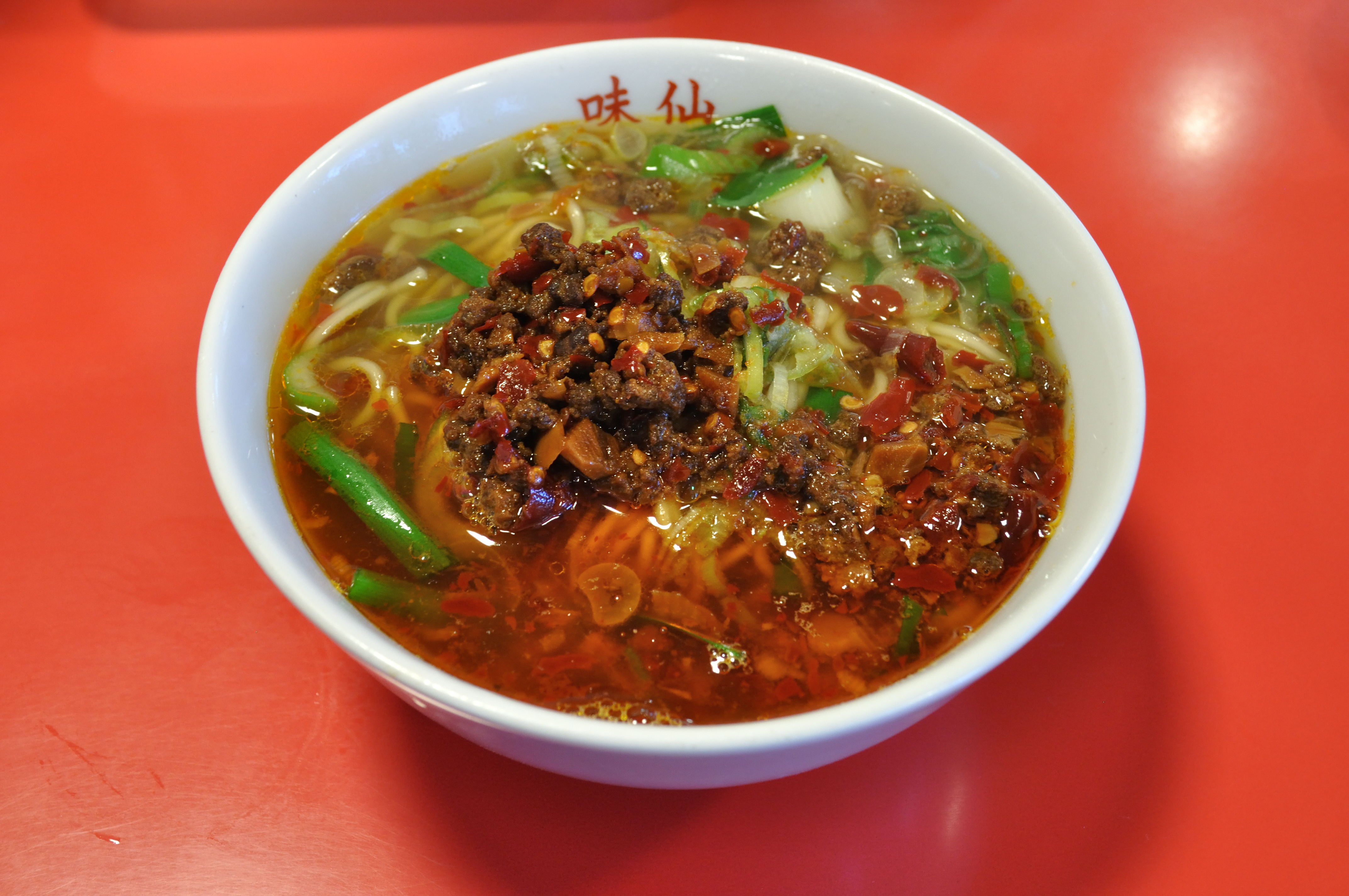
日進竹の山店の台湾らーめん（「トッピング式すっきり系」）
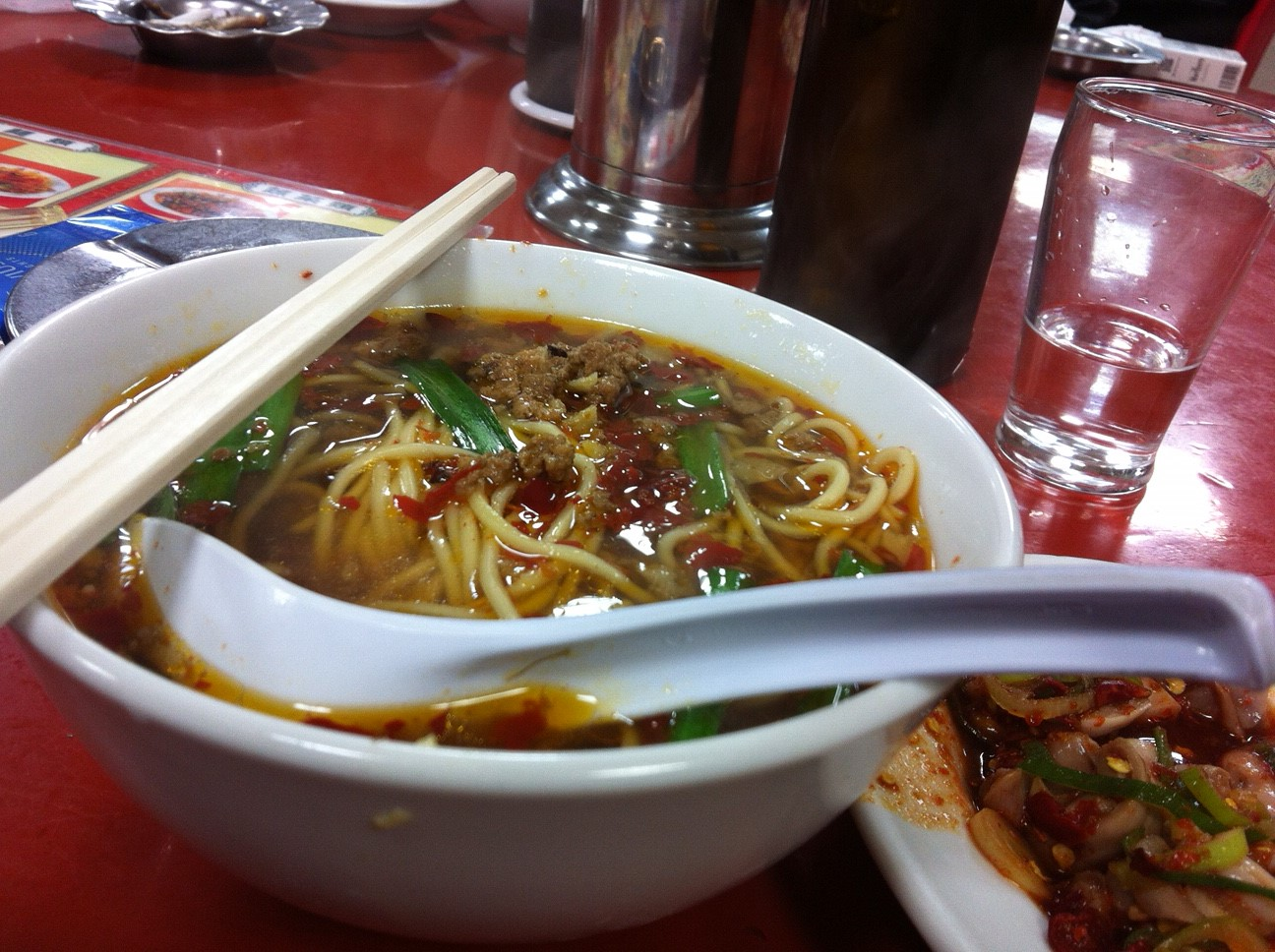
矢場店の台湾ラーメン（「ミックス式濃厚系」）

看板メニューである台湾ラーメンも味付けが異なり、大竹敏之によれば、「トッピング式すっきり系」と「ミックス式濃厚系」に大別されるという。前者は今池本店・中部国際空港店・八事店・焼山店・日進竹の山店で供されており、ミンチをスープへ入れるのを調理の最後にすることで、スープが透明になるといい、辛さは強いものの、後味がすっきりするのが特徴であるとされる。後者は矢場店・下坪店・藤が丘店・名古屋駅店で採られている調理法で、ミンチを一緒に煮込むためスープは濁っており、旨味やコクがあるとされる。台湾ラーメンには「アメリカン」と呼ばれる種類があるが、これも下坪店では台湾ラーメンのスープに普通のラーメン用のスープを入れて薄めたものを、八事店では辛いミンチを減らし、代わりに醤油とラー油を増したものを提供している。
「台湾ラーメン・アメリカン」は辛さを抑えたもので、アメリカン・コーヒーにちなんで客が名付けたものという。逆に唐辛子を増量した「台湾ラーメン・イタリアン」もあり、これもエスプレッソにちなんで誰ともなしに言い出したものという。さらには「台湾ラーメン・アフリカン」も提供されている。このほか味仙矢場店では、「台湾ラーメン・メキシカン」、「台湾ラーメン・エイリアン」、味仙藤が丘店には「台湾ラーメン・ヨード」などもあるという。ただし、台湾ラーメンとアメリカン以外はメニューに載っていない裏メニューであり、辛さの弱い方から並べると「ヨード」、「アメリカン」、「台湾ラーメン」、「イタリアン」、「メキシカン」、「アフリカン」、「エイリアン」の順である。
味仙今池本店と中部国際空港店では、台湾ラーメンの持ち帰り用商品を取り扱っている。
末弟の郭政良は、「塩台湾らーめん」を考案し自身が経営する店舗で提供している。東京の店では東京限定メニューとして、「台湾ラーメン味噌」と「台湾ラーメンカレー」もあった。

### ギャラリー

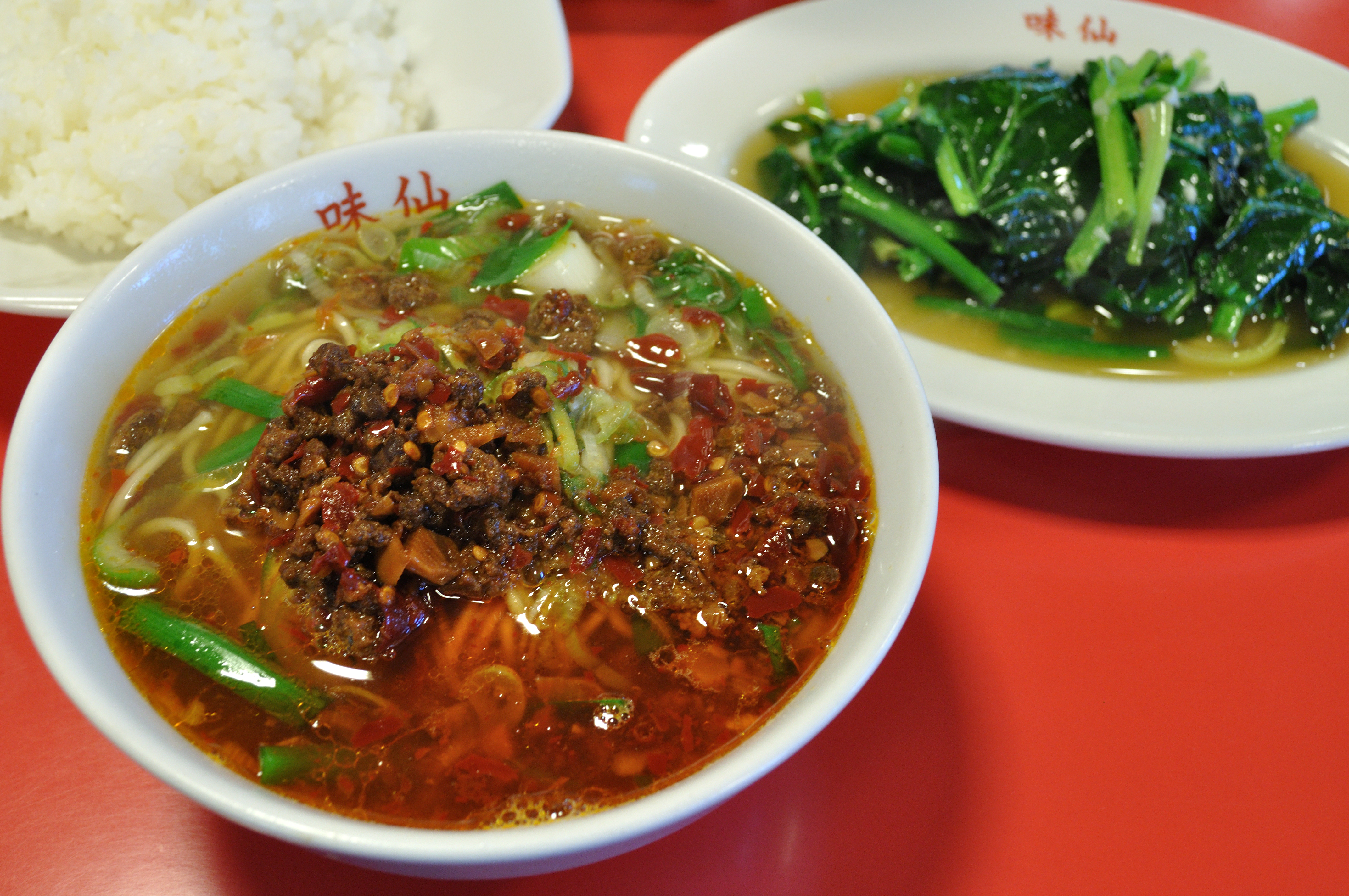
Aセット（台湾ラーメンと青菜炒め）
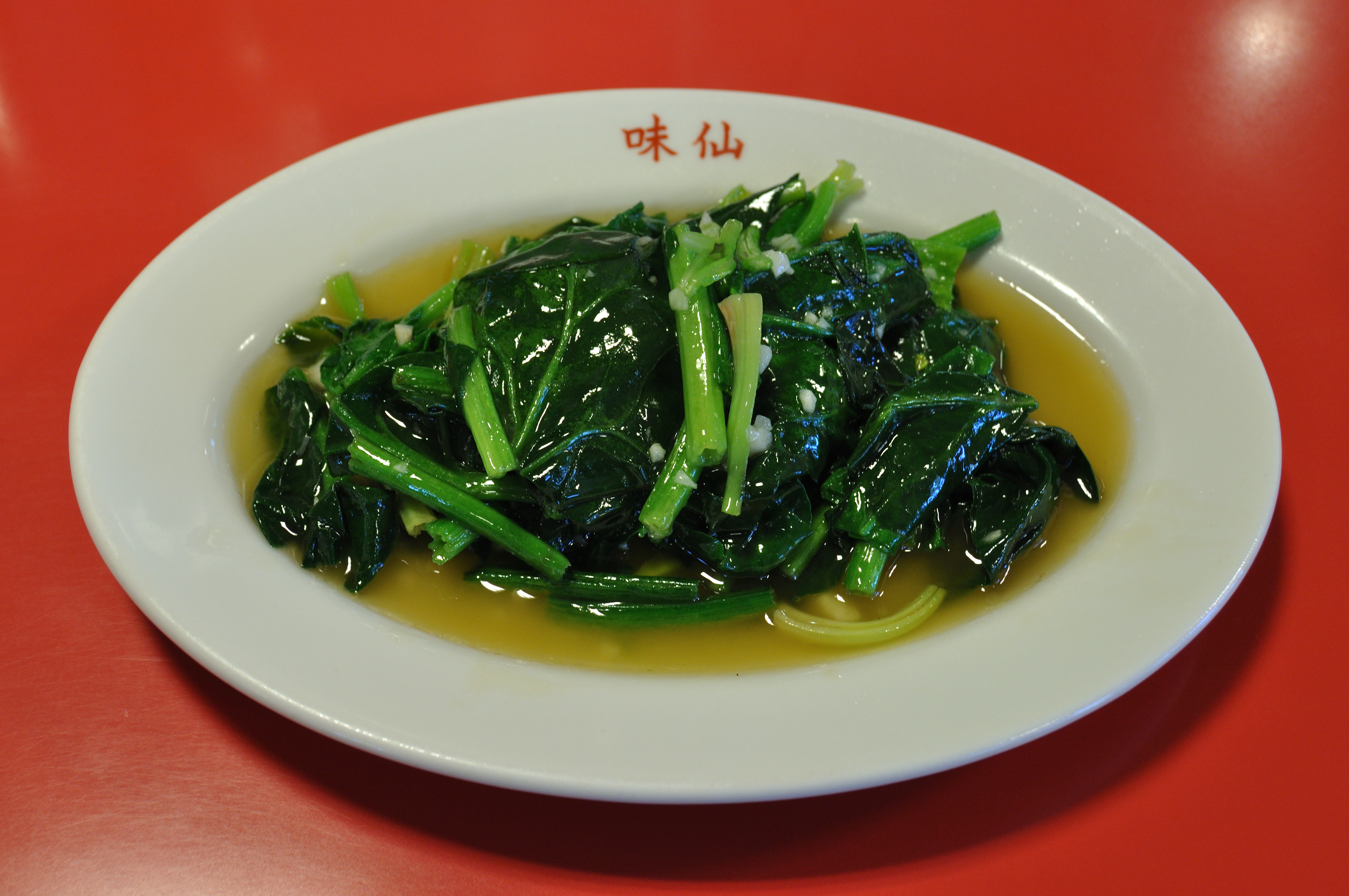
青菜炒め
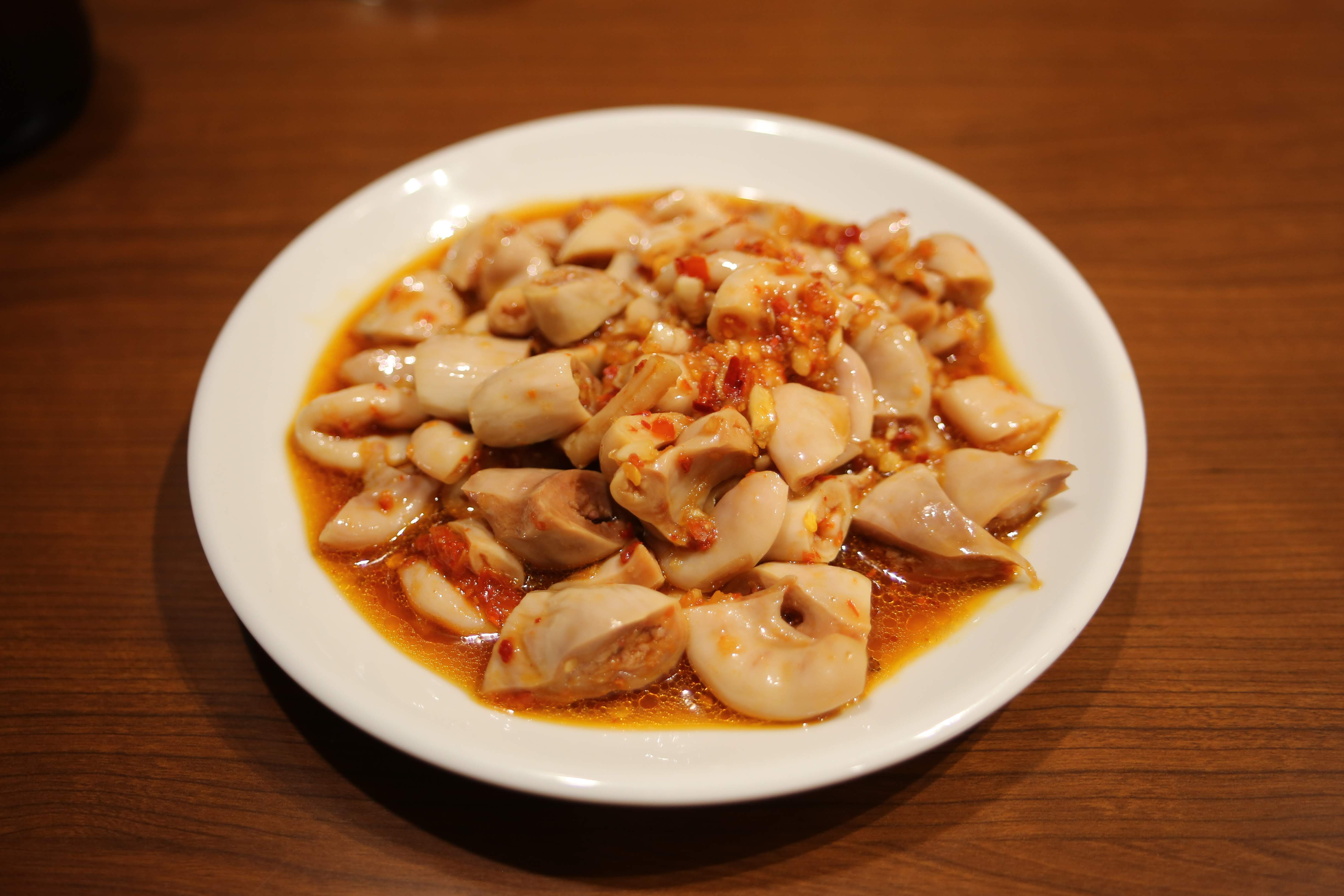
子袋
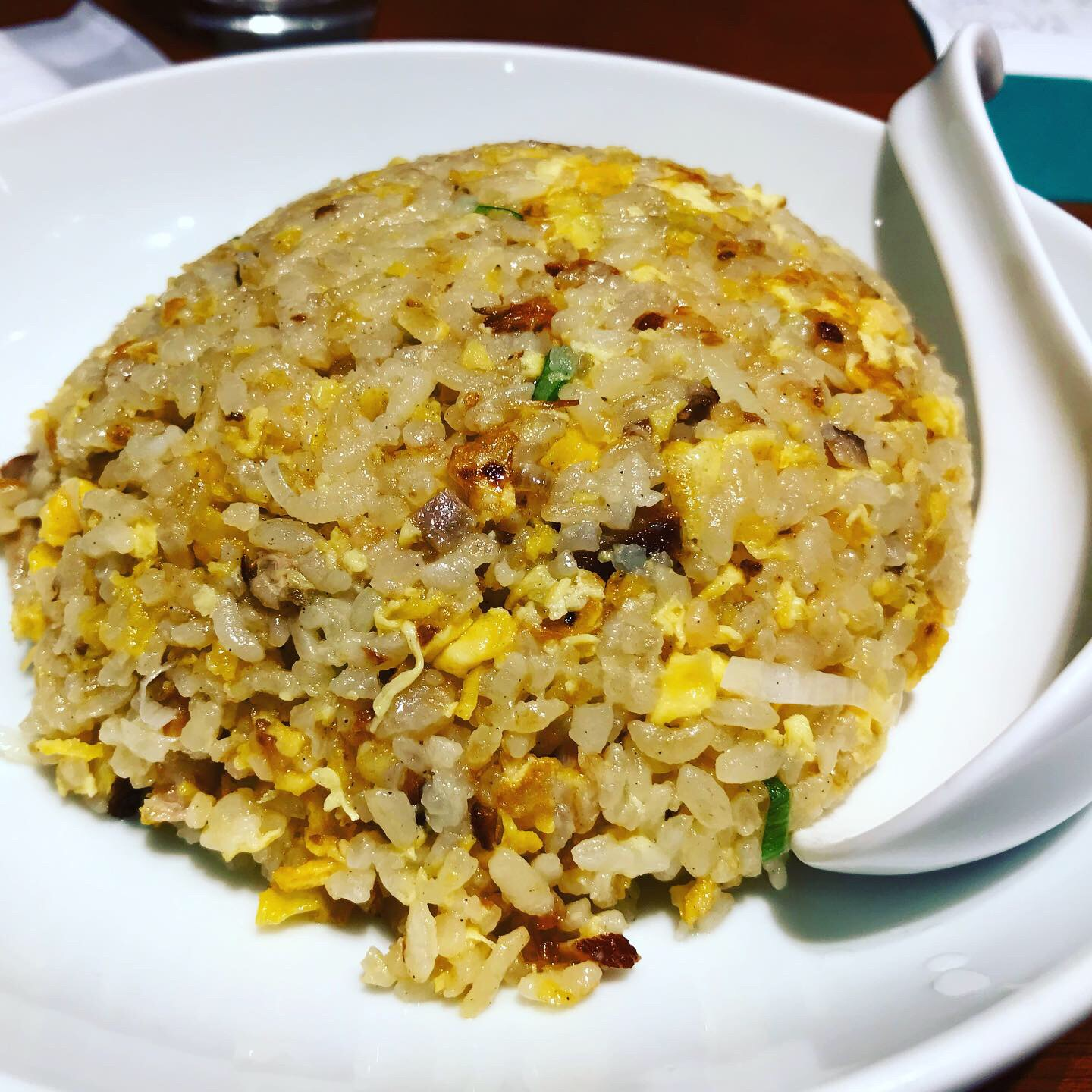
チャーハン
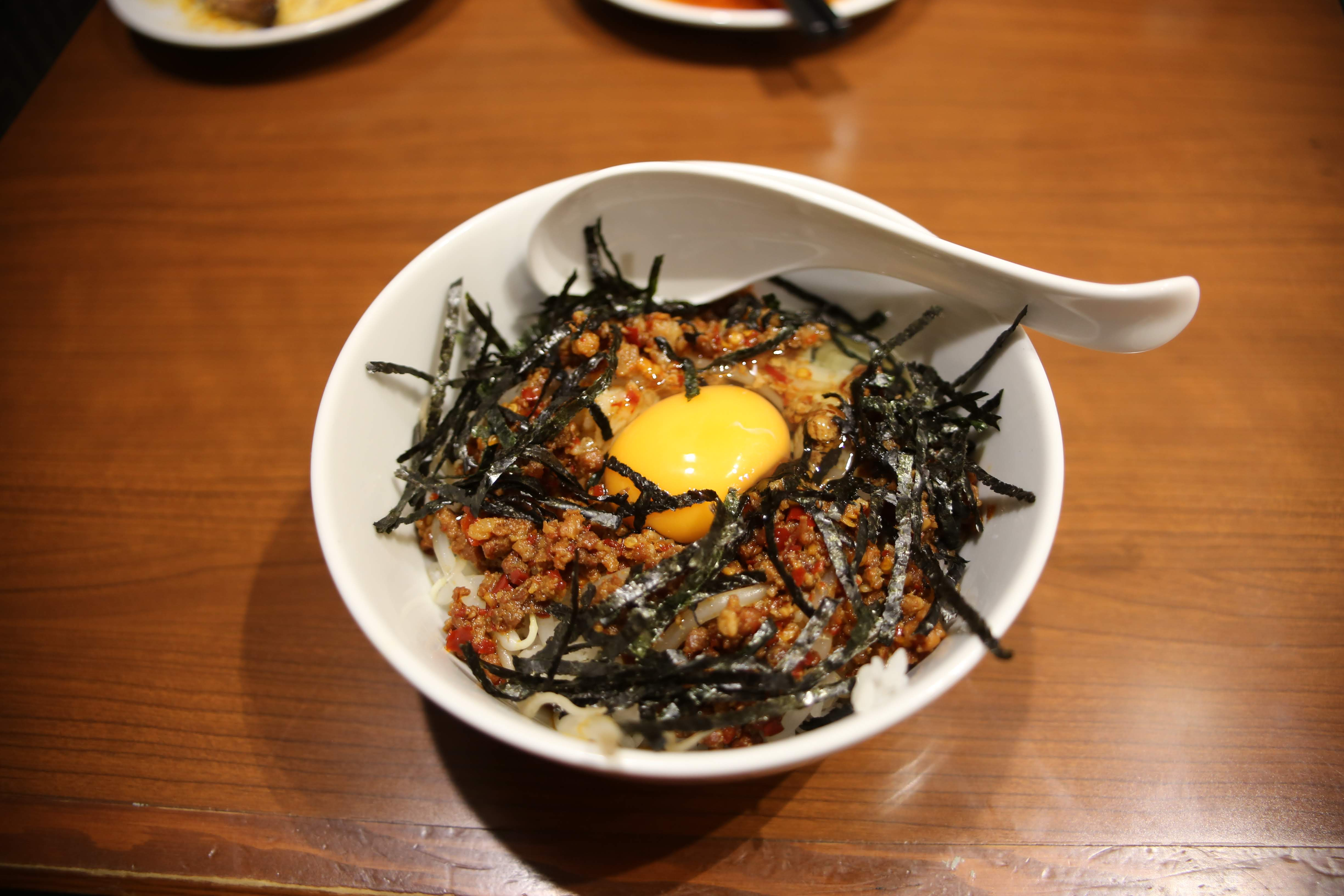
台湾丼（台湾飯）
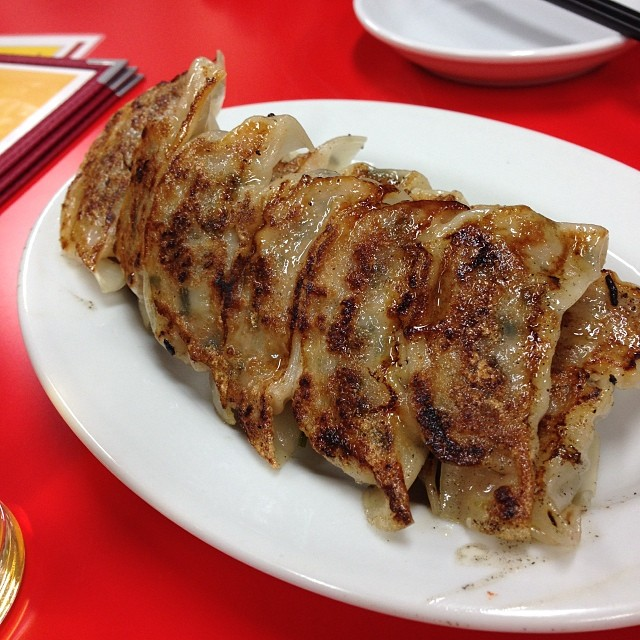
餃子

## 店舗

### 直営店

#### 郭明優が経営していた店舗
郭明優が経営していた店舗は以下の3店である。子の郭幸治が引き継いでいる。

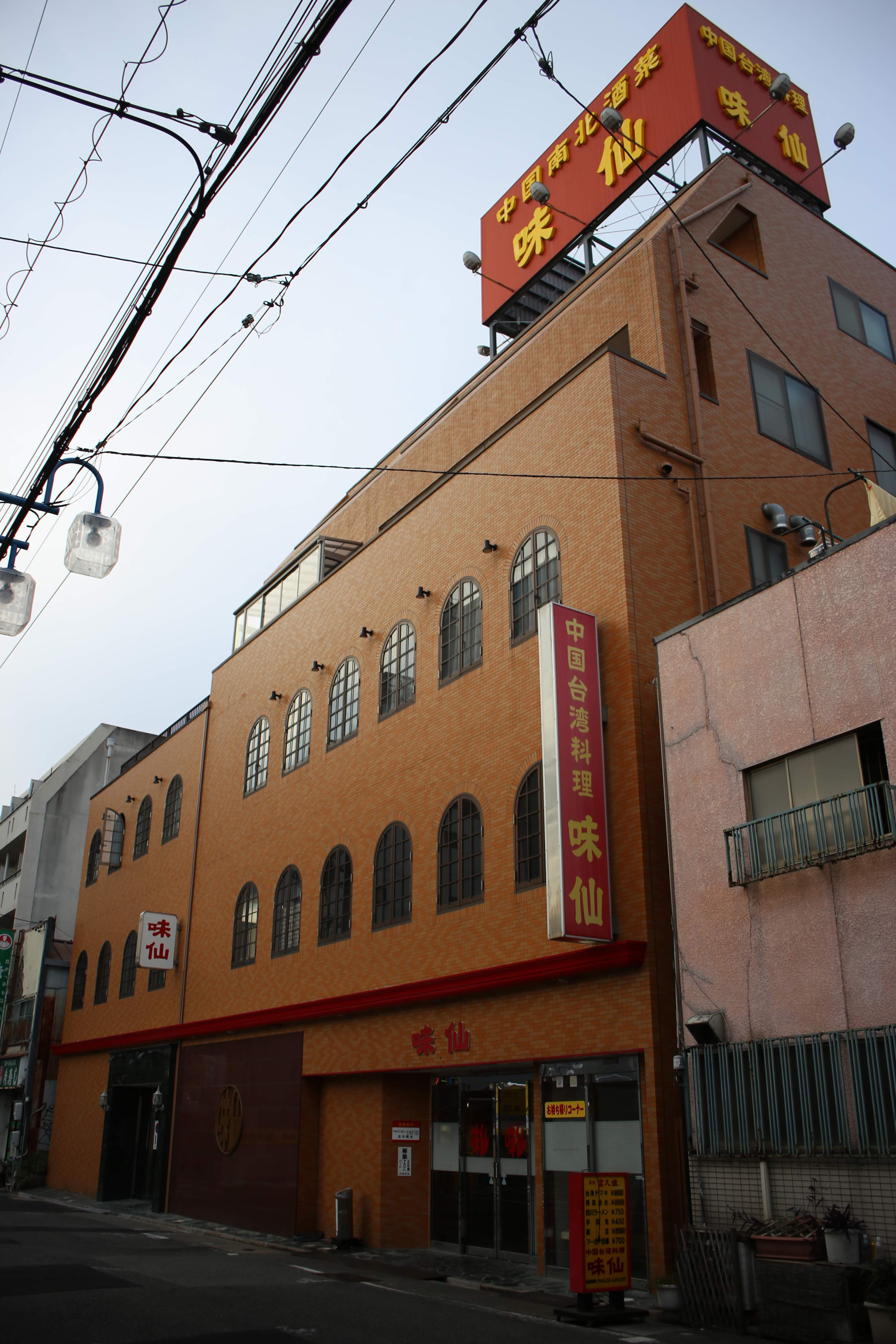
今池本店 - 愛知県名古屋市千種区今池1-12-10
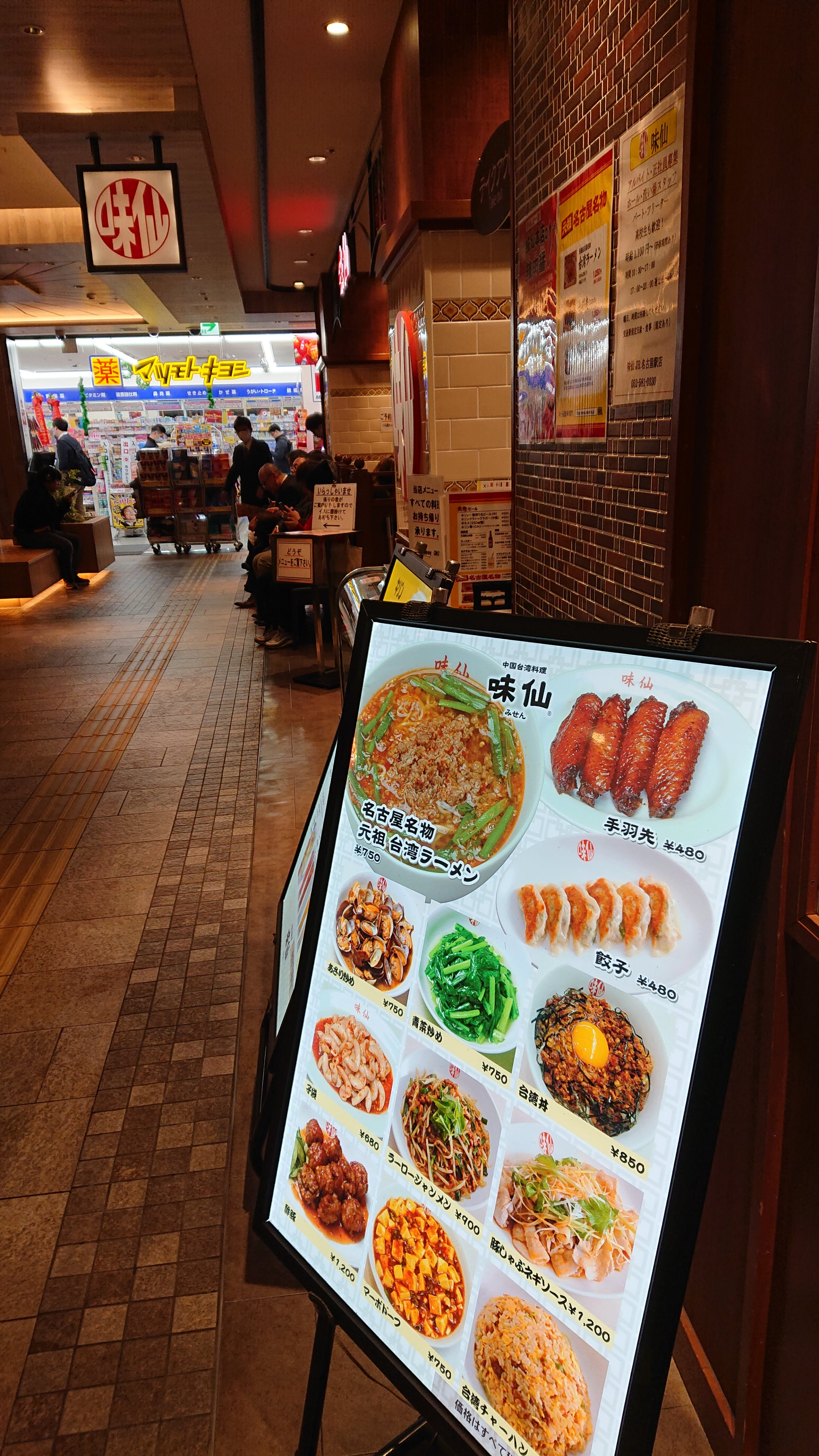
JR名古屋駅店
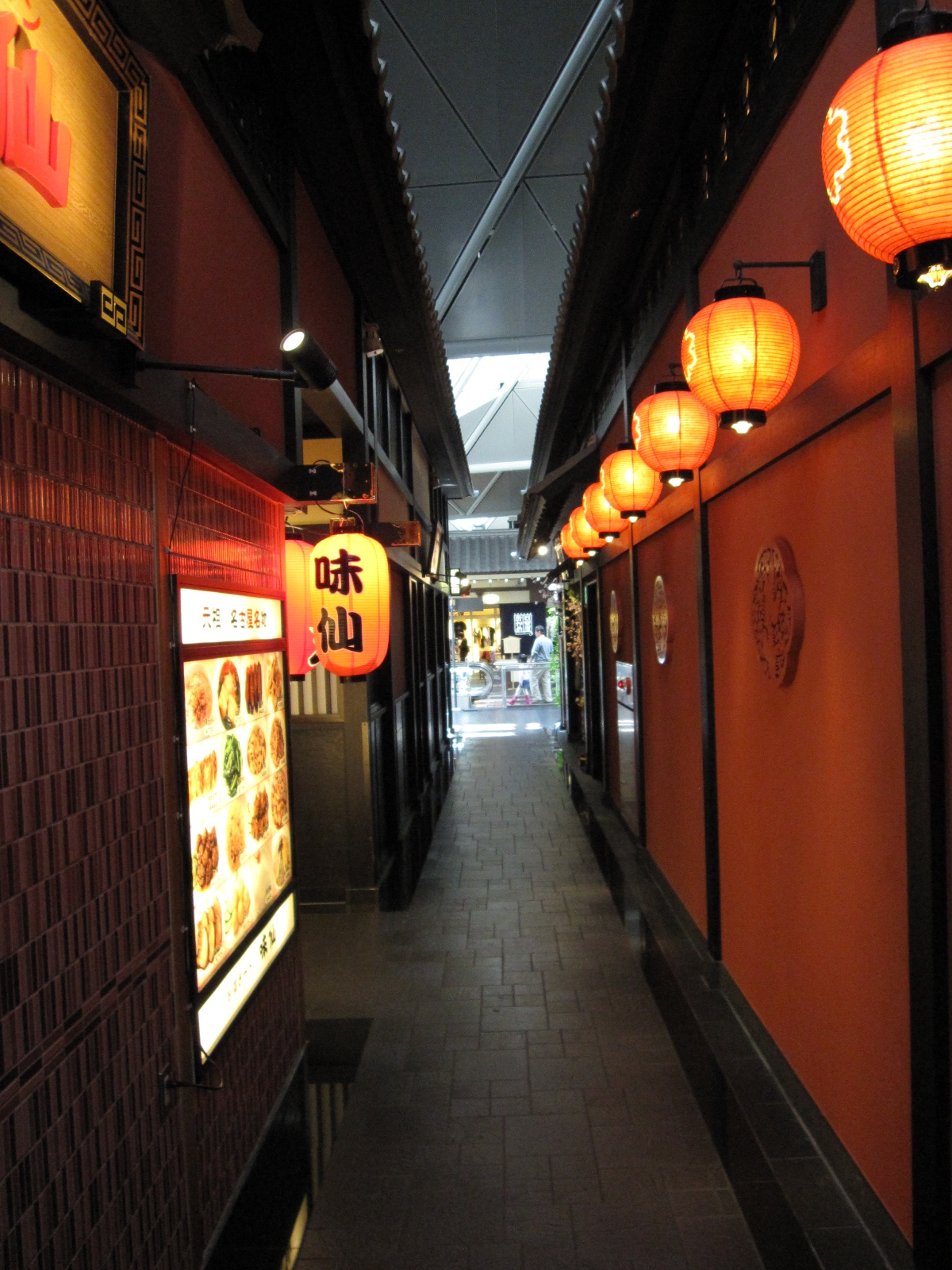
旧中部国際空港店

2001年（平成13年）新装開店。5階建てのビルの1階と2階部分が店舗となっており、290席。
- JR名古屋駅店 - 愛知県名古屋市中村区名駅1-1-4

2014年（平成26年）開店。名古屋駅構内「うまいもん通り 太閤通口」のテナントとして出店。
- 大名古屋ビルチング店 - 愛知県名古屋市中村区名駅3-28-12 大名古屋ビルヂング3F

2015年（平成27年）開店。
- 今池本店
- JR名古屋駅店
- 旧中部国際空港店

### 系列店

#### 長弟が経営していた店舗
長弟の郭茂蔵が経営していた店舗は以下の1店である。
- 八事店 - 愛知県名古屋市天白区八事山434番地[WEB 13][WEB 14]

1970年（昭和45年）ごろに味仙豊田店として開店し、1973年（昭和48年）に移転改称した。郭茂蔵は2017年（平成29年）に亡くなり、後に末弟の郭政良が運営を引き継いでいる。

#### 長妹が経営している店舗
長妹の早矢仕黎華が経営している店舗は以下の3店である。「矢場味仙」の屋号を用いる。
- 下坪店 - 愛知県名古屋市千種区京命1-6-8

1981年（昭和56年）3月開店。開店当初は15席から20席ほどの店舗であったが、のちに拡張している。休業中。
- 矢場店 - 愛知県名古屋市中区大須3-6-3

1999年（平成11年）開店。6階建てのビルの1階から3階部分が店舗となっており、客席は320席。後に早矢仕黎華の長女の早矢仕朋英が経営を引き継いでいる。
- 中部国際空港セントレア店 - 愛知県常滑市セントレア1-1 中部国際空港第1旅客ターミナルビル4F

元々は郭明優による直営店の「中部国際空港店」として2005年（平成17年）開業したが、2021年（令和3年）6月に閉店。その後長妹の早矢仕黎華が2022年（令和4年）3月24日に再出店した

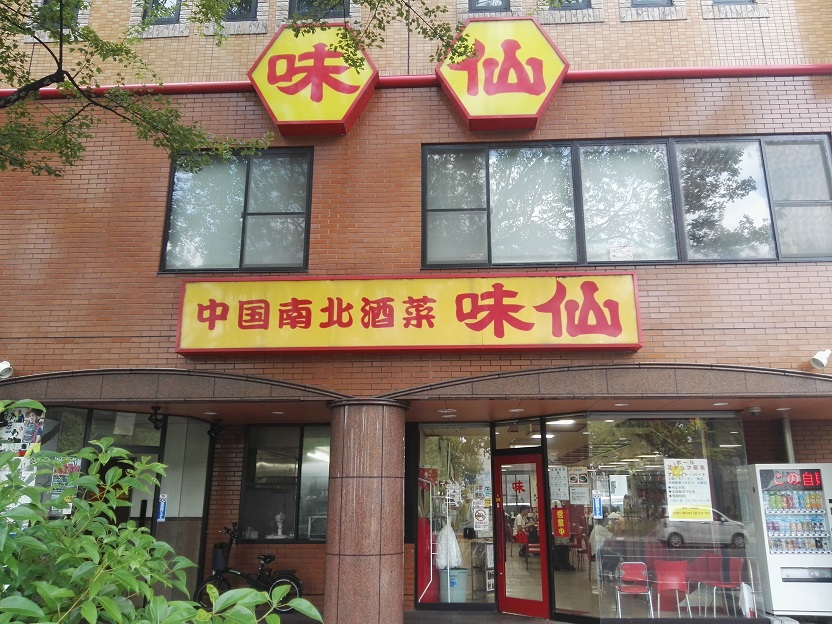
味仙矢場店

#### 末妹が経営している店舗
末妹の杉山淑子が経営している店舗は以下の2店である。
- 藤が丘店 - 愛知県名古屋市名東区藤里町38-2

1983年（昭和58年）1月開店。客席は40席。

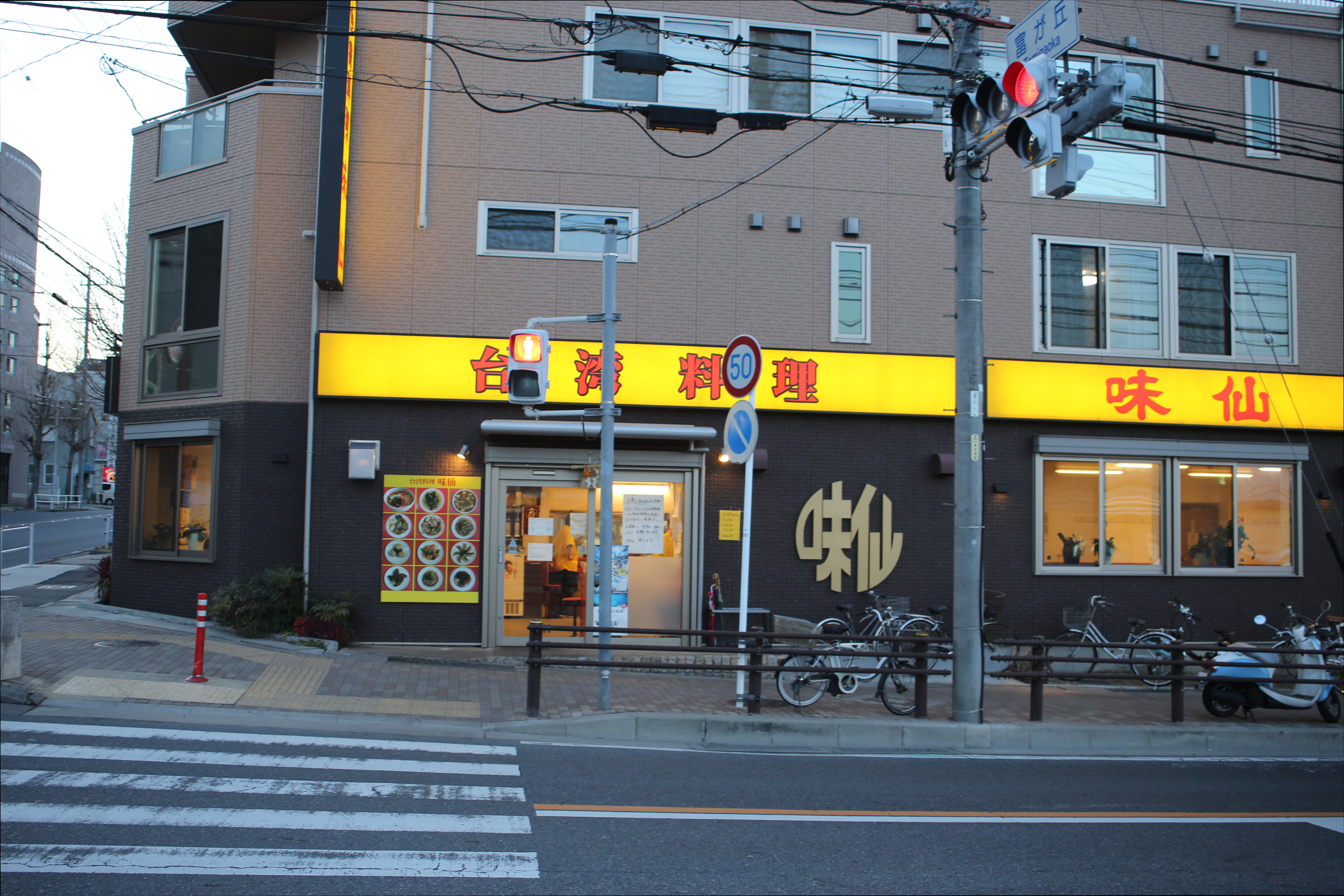
味仙藤が丘店
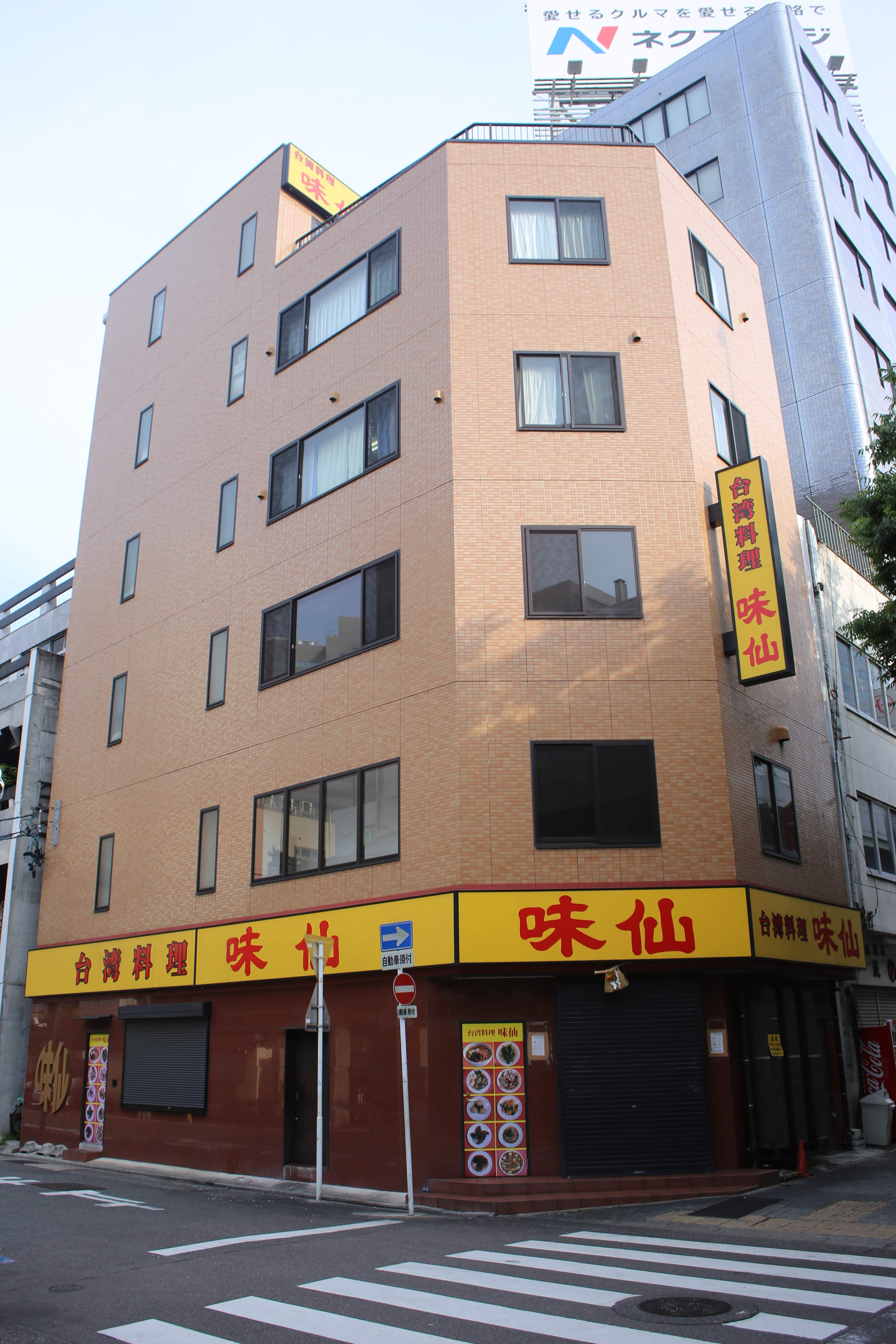
名古屋駅店（柳橋） - 愛知県名古屋市中村区名駅4-17-4

2013年（平成25年）開店。約150席。
- 味世郡山本店 - 福島県郡山市安積3-301

2012年（平成24年）12月19日開店。末妹の杉山淑子が東日本大震災復興の一助にと一族以外に暖簾を分けた。
- 住吉店 - 愛知県名古屋市立中区栄3丁目

2023年（令和5年）11月20日開店。末妹の杉山淑子の長男、杉山照一がオーナーを務めている。本店舗限定メニューとして、薬膳鍋がある。
- 味仙藤が丘店
- 味仙名古屋駅店

#### 末弟が経営している店舗

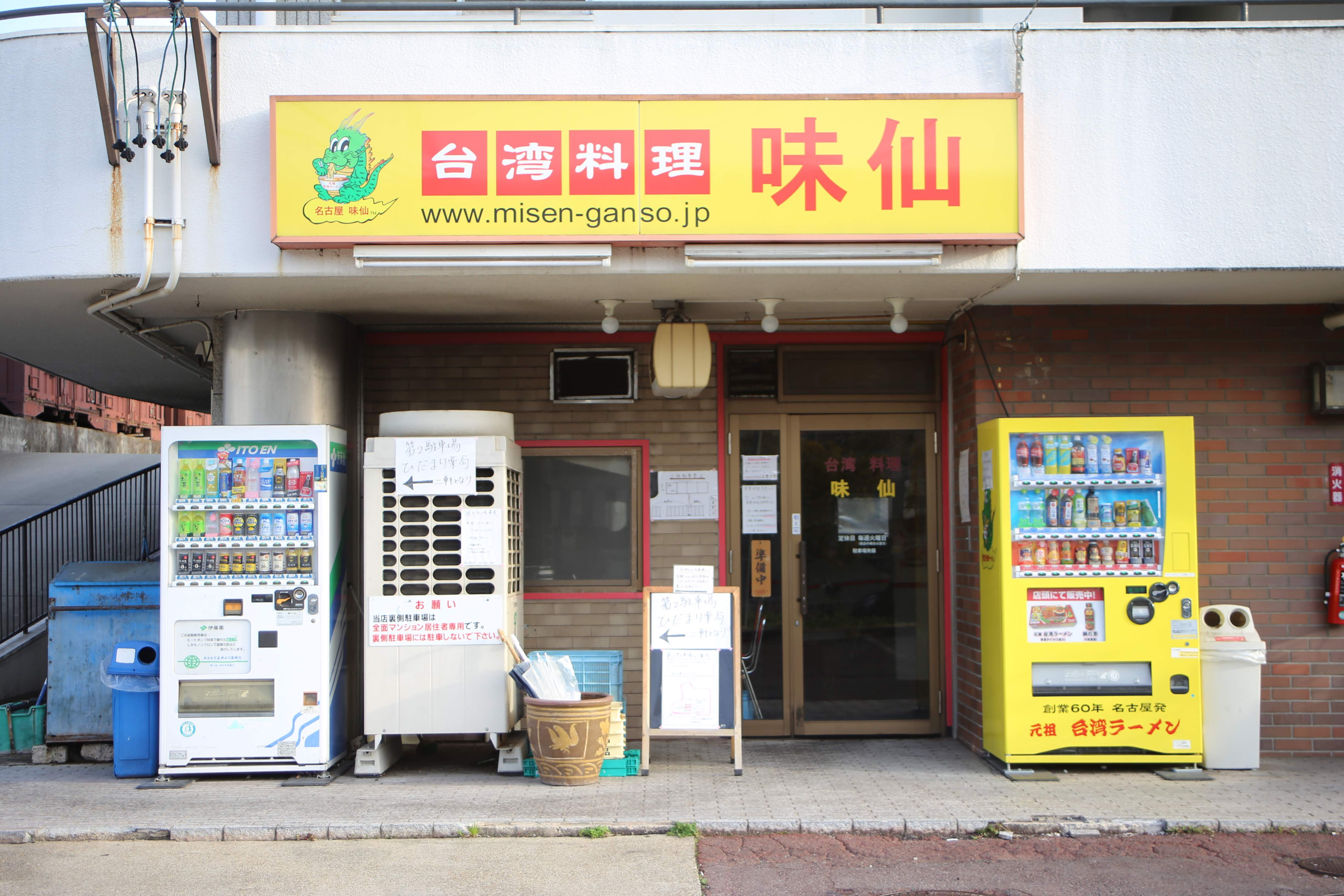
焼山店

末弟の郭政良が経営している店舗は以下の店舗である。「郭 政良 味仙」の屋号を用いる。
- 焼山店 - 愛知県名古屋市天白区焼山2-419

1987年（昭和62年）11月開店。
- 日進竹の山店 - 愛知県日進市竹の山4-105

1983年（昭和58年）開店。1階が店舗で、2階から6階が賃貸マンション。83席。
- 豊田店 - 愛知県豊田市小坂本町1-6-4 ウェルネス豊田1F[WEB 24]

2020年（令和2年）2月28日開店。かつて豊田市西町に所在した同名の店とは経営者が異なる。
- 東京神田店 - 東京都千代田区神田鍛冶町3-3-21 晴花ビル1F[WEB 25]

2016年8月開店。2021年末頃閉店。
- 東京神田西口店 - 東京都千代田区内神田3-7-4 香文堂ビル2F[WEB 25]

2017年3月開店。
- 東京ニュー新橋ビル店 - 東京都港区新橋2-16-1 ニュー新橋ビル1F[WEB 25]

2019年3月1日開店。2020年4月より同ビル4階に「はなれ」を開店したが、後に閉店している。
- 焼山店

#### その他の系列店
- 大阪駅前第2ビル地下1階店 - 大阪府大阪市北区梅田1-3-1 大阪駅前第2ビルB1F

2019年10月25日、大阪マルビル店として同ビル地下2階に開店。関西初進出となる店舗。2023年8月に現在地に移転。
- 刈谷店 - 愛知県刈谷市相生町2-39 KCガーデン1F
- ホーチミン本店 - ベトナム・ホーチミン市